# Charles Morgan
Pour les articles homonymes, voir Morgan.
Charles Langbridge Morgan, né le 22 janvier 1894 à Bromley (Kent) et mort le 6 février 1958  à Kensington dans Londres, est un écrivain britannique, auteur de romans, d'essais, de poèmes et de pièces de théâtre.

## Biographie
En 1923, Charles Morgan épouse la romancière galloise Hilda Vaughan. Ils ont deux enfants : Shirley Paget, marquise d’Anglesey, et Roger Morgan, qui devint bibliothécaire de la chambre des Lords.
En 1944, il lit à la Comédie-Française son poème Ode to France devant le général de Gaulle.
Élu en 1949 à l'Institut, il reste le seul écrivain britannique avec Rudyard Kipling dans ce cas.

## Œuvre

### Ouvrages en langue anglaise

#### Romans
- The Gunroom, 1919
- My Name is Legion, 1925
- Portrait in a Mirror, 1929
- The Fountain, 1932
- Sparkenbroke, 1936
- The Voyage, 1940
- The Empty Room, 1941
- The Judge's Story, 1947
- The River Line, 1949
- A Breeze of Morning, 1951
- Challenge to Venus, 1957

#### Théâtre
- The Flashing Stream, 1938
- The River Line, 1952
- The Burning Glass, 1953
- Epitaph on George Moore, 1935

#### Essais
- Reflections in a Mirror, 1944-1946
- The Writer and his World, 1960
- The House of Macmillan, 1843-1943

#### Poèmes
- Ode to France, 1944

#### Prix
- 1932 : prix Hawthornden pour Fontaine
- 1940 : prix James Tait Black Memorial pour The Voyage

### Ouvrages traduits en français

#### Romans
- Portrait dans un miroir, traduction de Jacques et Germaine Delamain, préface de H. R. Lenormand, Paris, Stock, Delamain et Boutelleau, 1932 ; Phébus/Libretto, 2001

Tous les ouvrages suivants sont traduits par Germaine Delamain.
- Fontaine, préface de René Lalou, Paris, Delamain et Boutelleau[1], 1934 ; Le Livre de Poche, Stock, n° 225-226, 1957
- Sparkenbroke, préface de René Lalou, Paris, Delamain et Boutelleau[2], 1937 ; Le Livre de Poche, Stock, n° 311-312, 1963 ; éditions du Rocher, 2001 ; éditions J'ai Lu, 2004
- Le Voyage, Paris, Stock, 1945
- Le Juge Gaskorny, Paris, Stock, 1948
- Le Passage, Delamain et Boutelleau - Stock, 1950
- La Brise du matin, Delamain et Boutelleau - Stock, 1952
- Défi à Vénus, Paris, Stock, 1957
- Le Carré des midships, Paris, Stock, 1970

#### Théâtre
- Le Fleuve étincelant, pièce en trois actes précédée d'un avant-propos de l'auteur et d'un essai Sur l'unité de l'esprit, traduction de Germaine Delamain, Paris, Delamain et Boutelleau, 1939 ; Livre de Poche, 1962

#### Essais
- Sur l'unité de l'esprit, Paris, Delamain et Boutelleau, 1939
- Reflets dans un miroir, Paris, Stock, 1946